# Burie
Burie ist eine westfranzösische Gemeinde mit 1.337 Einwohnern (Stand: 1. Januar 2022) im Département Charente-Maritime in der Region Nouvelle-Aquitaine. Sie gehört zum Arrondissement Saintes und ist Mitglied im Gemeindeverband Saintes - Grandes Rives - L’Agglo. Die Einwohner werden Buriauds und Buriaudes genannt.

## Geografie

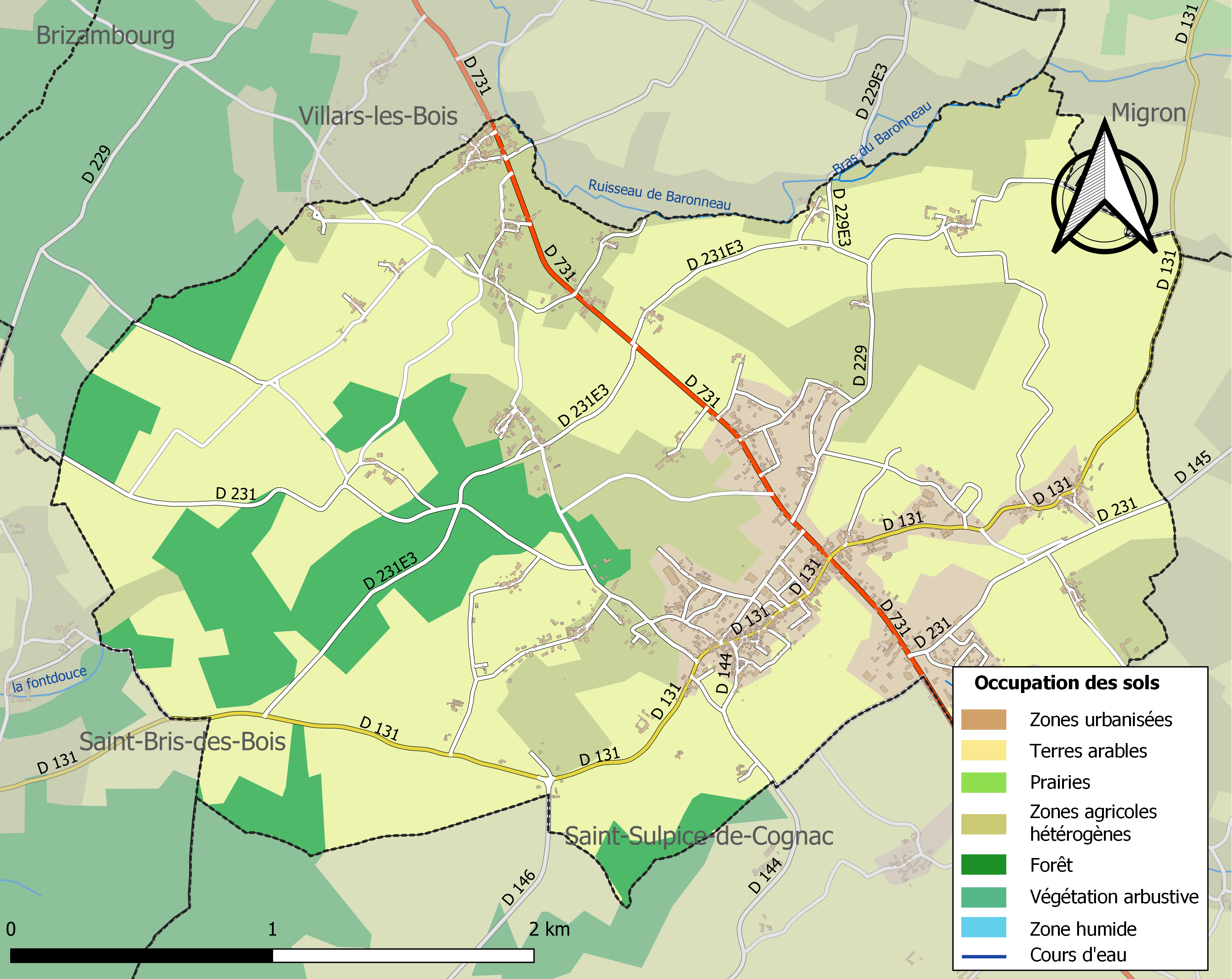
Bodennutzung, Hydrografie und Infrastruktur der Gemeinde

Burie liegt in der ehemaligen Provinz Saintonge am östlichen Rand des Départements an der Grenze zum benachbarten Département Charente, etwa 17 Kilometer ostnordöstlich von Saintes. Burie befindet sich im Einzugsgebiet der Charente. Das zeitweise trockenfallende Flüsschen Baronneau, ein Nebenfluss der Antenne, bildet abschnittsweise die natürliche Grenze zur nördlichen Nachbargemeinde Villars-les-Bois. Über drei Viertel der Fläche der Gemeinde werden landwirtschaftlich genutzt, etwa 13 % sind bewaldet.
Umgeben wird Burie von den Nachbargemeinden Villars-les-Bois im Norden, Migron im Nordosten, Val-de-Cognac im Osten und Süden sowie Saint-Bris-des-Bois im Westen.

## Bevölkerungsentwicklung
| Jahr                       | 1962 | 1968 | 1975 | 1982 | 1990 | 1999 | 2006 | 2013 | 2020 |
| Einwohner                  | 1188 | 1263 | 1165 | 1111 | 1209 | 1265 | 1260 | 1266 | 1324 |
| Quellen: Cassini und INSEE |      |      |      |      |      |      |      |      |      |

## Sehenswürdigkeiten
- Romanische Kirche Saint-Léger aus dem 12. Jahrhundert, seit 1925 als Monument historique eingeschrieben
- Schloss Burie aus dem 16. Jahrhundert, Nord- und Südfassade sowie das Tor zum Garten sind seit 1925 als Monument historique eingeschrieben

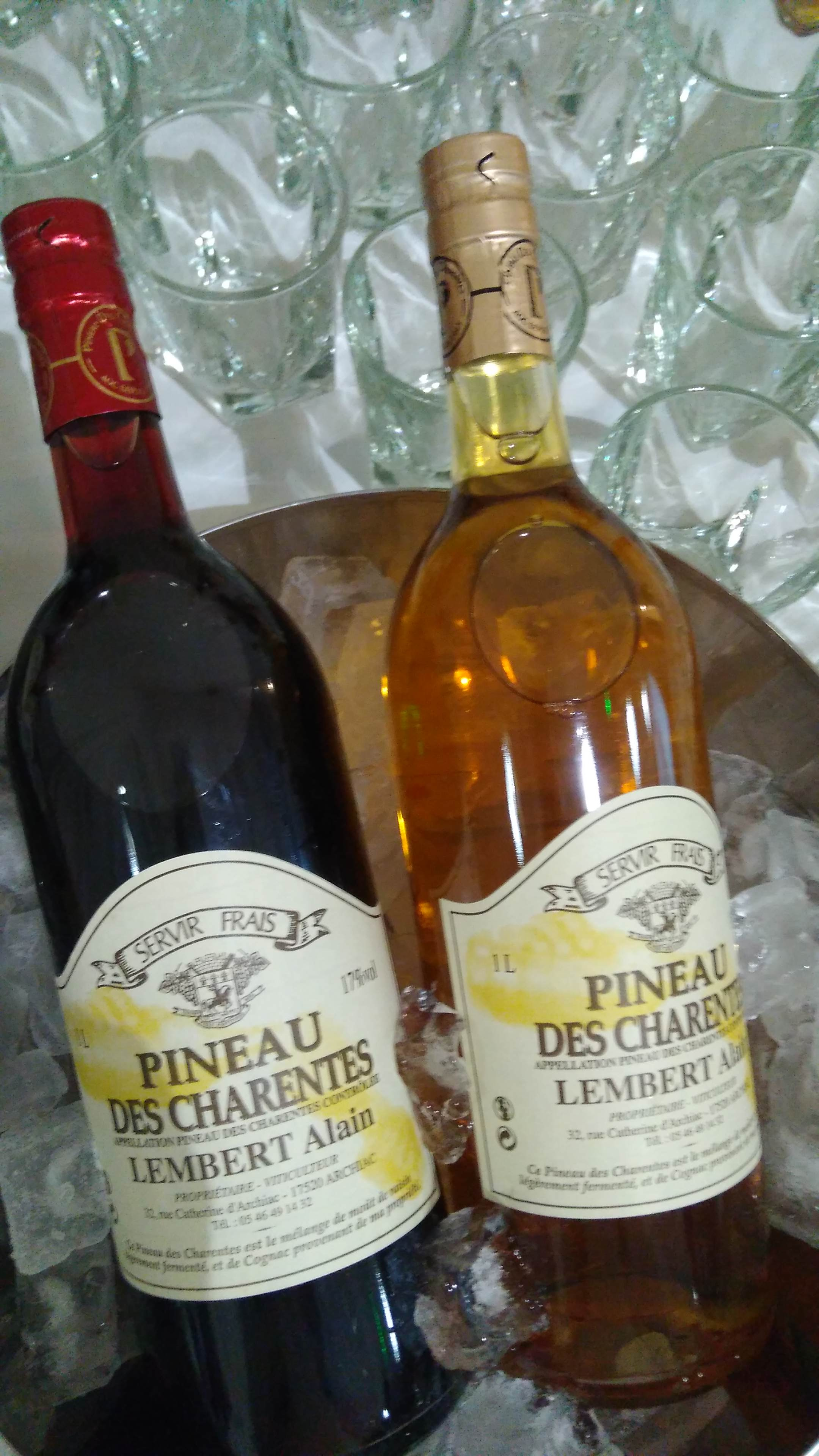
Pineau des Charentes rouge und blanc

- Waschhaus

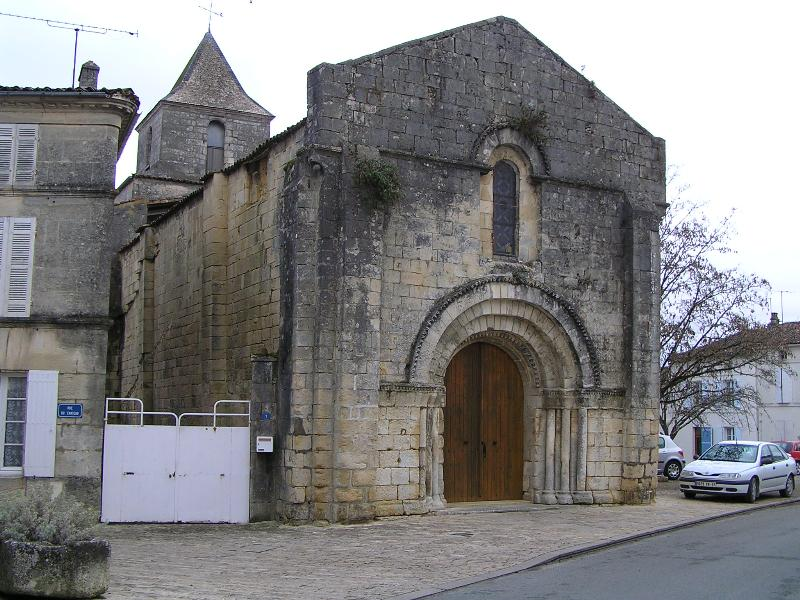
Kirche Saint-Léger
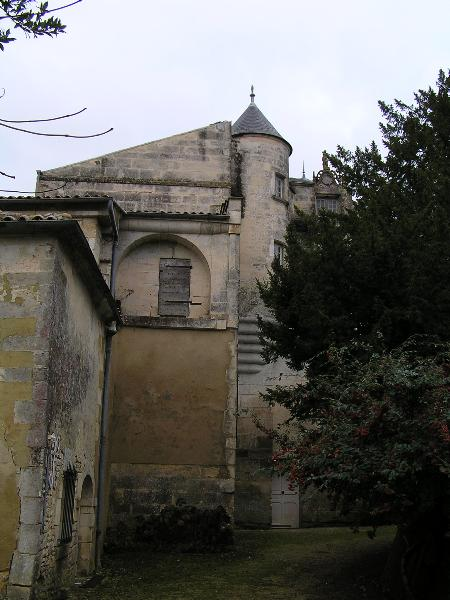
Teil des Schlosses

## Wirtschaft
Der Weinbau bestimmt die Wirtschaft der Gemeinde.
Burie liegt in den Zonen AOC
- der Buttersorten
  - Beurre Charentes-Poitou,
  - Beurre des Charentes und
  - Beurre des Deux Sèvres
- des Cognacs oder Eau-de-vie de Cognac oder Eau-de-vie des Charentes,
- des Cognacs Borderies und
- des Pineau des Charentes mit den Appellationen blanc, rosé und rouge.[2]

## Verkehr
Die Departementsstraße 731, die ehemalige Route nationale 731, durchquert die Gemeinde von Nordwest nach Südost und verbindet sie mit Saint-Hilaire-de-Villefranche über Villars-les-Bois im Nordwesten und mit Cognac über Val-de-Cognac im Südosten.